# Eugenia hirta
Eugenia hirta är en myrtenväxtart som beskrevs av Otto Karl Berg. Eugenia hirta ingår i släktet Eugenia och familjen myrtenväxter. Inga underarter finns listade i Catalogue of Life.